# Clan Cappello
Il clan Cappello è un'organizzazione e famiglia mafiosa, originaria della provincia di Catania, che prende il nome dal capomafia Salvatore Cappello. È considerata insieme alla Famiglia di Catania, di Nitto Santapaola, la cosca catanese più potente della Sicilia orientale. 

## Fondatori e capi storici del clan
Secondo le ricostruzioni dei più citati pentiti e delle forze dell'ordine il clan Cappello è composto da tale formazione:

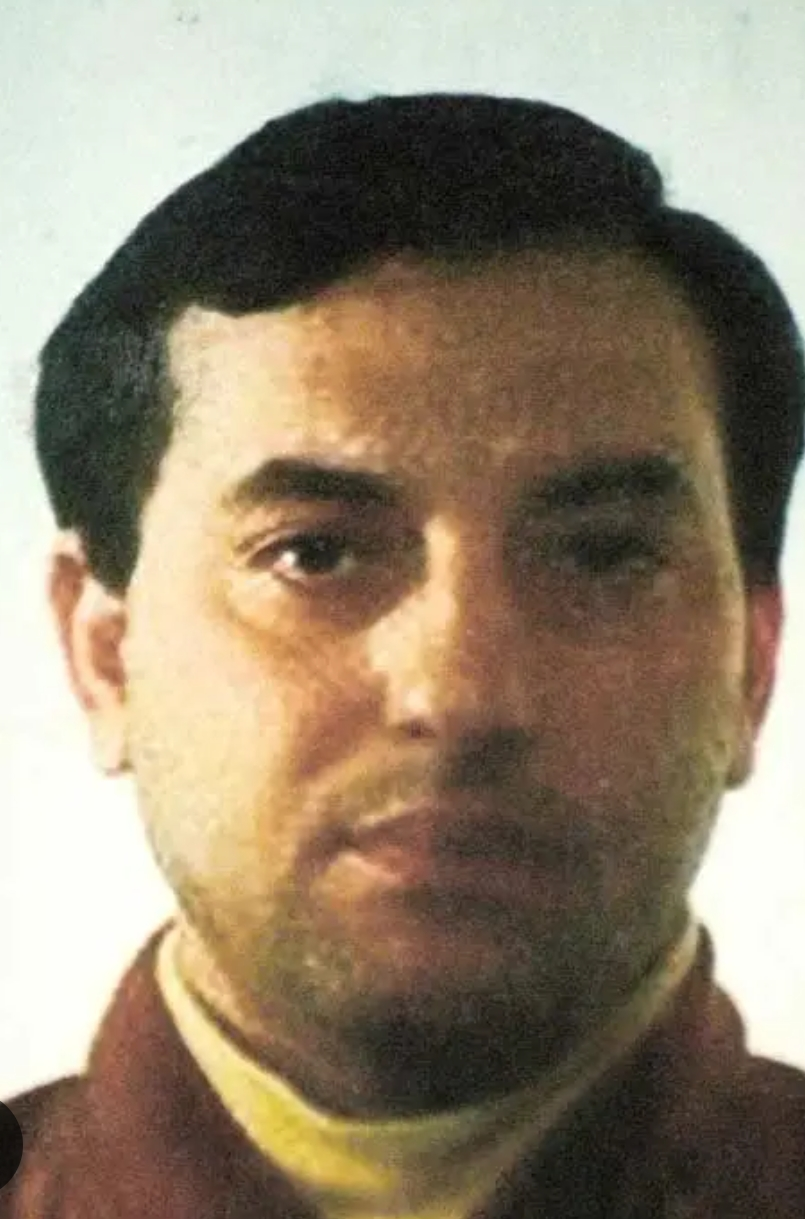
Salvatore Cappello

|                           | Cosca Cappello dagli anni 90/92 |
| ------------------------- | --- |
| Padrini storici capimafia | Salvatore Cappello e Giuseppe Salvo |
| Capi ala militare         | Ignazio Bonaccorsi e Concetto Bonaccorsi (pentito) |
| Capi                      | Mario Pace, Riccardo Ferrara (spinnacardiddi), Massimiliano Salvatore Salvo (u' carruzzeri), Francesco Egitto, Giovanni Fazio, Giuseppe Cutaia (Pinuccio), Santo Romano, Ernesto Sanfilippo, Francesco e Carmelo Finocchiaro (iattaredda), Giuseppe Salvatore Lombardo (u' ciuraru), Giovanni Piero Salvo (u' carruzzeri), Giovanni Catanzaro (u' milanisi),Sabastiano (Nuccio) e Aurelio Balbo, Santo Strano (facci palemmu), Cosimo Viglianesi, Massimiliano Cappello, Maria Rosaria Campagna (compagna di Turi Cappello) |
| Capi gruppo               | Giovanni Colombrita, Sebastiano Lo Giudice, Orazio Privitera, Angelo Guzzetta, Antonino Di Stefano, Arturo e Vito Censabella |
| Elementi di spicco        | Francesco Castorina, Carmelo Zappalà (u' tunnacchiu) Angelo Cacisi (ramazza), Orazio Finocchiaro (iattaredda), Enrico Sapienza, Carmelo Trovato, Orazio Pardo, Pietro Guerrera (pummaroru), Felice Finocchiaro, Rosario Litteri, Gaetano La Guzzi, Francesco Spampinato, Silvio Indelicato |
| Quartieri                 | Cappuccini, San Cristoforo, San Giorgio, Librino, Nesima, Cibali, Tondicello della Playa, Monte Pò, Civita, San Giuseppe La Rena, Angeli Custodi, Fortino |

## Storia

### Da Pillera a Cappello
Negli anni 1970 vigeva nel territorio catanese il clan Ferlito-Pillera con a capo il boss Alfio Ferlito e Salvatore Pillera meglio noto come "Turi Cachiti". In quel periodo numerosi contrasti tra clan locali della città portarono nello schieramento della cosca Ferlito-Pillera ulteriori cambiamenti; così si aggregarono nuove alleanze come il clan Savasta con a capo Antonino Puglisi detto "Nino Savasta" e Giuseppe Salvo meglio noto come "Pippo 'u carruzzeri", quest'ultimo cugino del Pillera.
La famiglia Ferlito-Pillera era una vera roccaforte della mafia e tra alcuni affiliati all'interno del gruppo vantava della presenza di personaggi noti come Giuseppe Sciuto (detto "Pippo Tigna"), Michele Vinciguerra (detto "cicaledda"), Arturo Caltabiano, Salvatore Palermo, Carmelo Ternullo (detto "lampadina") Antonino Strano Stellario (detto "Nino figghiu pessu") e il giovane futuro capomafia Salvatore Cappello, detto Turi. Cappello non è un mafioso qualunque, ma è colui che, nonostante la sua giovane età, nell'arco degli anni riuscì a farsi strada tra la mafia catanese, riuscendo a spodestare chiunque gli mettesse i bastoni tra le ruote. Dopo qualche anno all'incirca nel 1982 a causa di un contrasto interno nel "clan Savasta" tra Giuseppe Salvo e Antonino Puglisi per la guida e gli affari del clan; nacque la scissione tra questi ultimi. In quel periodo il boss Giuseppe Salvo rimase vittima di un agguato organizzato dal Puglisi, ma riuscì a salvarsi. Molti affiliati di spicco come Salvatore Vittorio scelsero di seguire Pippo 'u carruzzeri nella sua decisione di schierarsi con il gruppo del cugino Pillera: Sfociarono numerosi episodi che videro la frazione di Turi Pillera "Cachiti" e Giuseppe Salvo contrapporsi ad Antonino Puglisi. Successivamente con la mediazione di altri clan e affiliati riuscirono a sanare la frattura tra l'alleanza dei clan Pillera e Savasta. Con la scissione tra Salvo e Puglisi il clan Savasta si indebolì pesantemente e non più visto di buon occhio dal Pillera il clan di Antonio Puglisi cerco alleanze con il clan Laudani detti "mussi di ficurinia"; entrambi prima legati al clan Pillera successivamente nel 1986 divennero nemici.
Con l'arresto del Capomafia Turi Pillera nel 1986, Turi Cappello divenne reggente del clan. La frazione Pilleriana cambiò aspetto, facendosi chiamare Pillera-Cappello. La decisione di incaricare Cappello come reggente portò numerosi squilibri all'interno della cosca. Giuseppe Sciuto, detto "Pippo Tigna", non accettò tale scelta e iniziò una guerra interna all'insaputa di Turi Pillera che in quel periodo era detenuto. L'ira di Sciuto sfociò in numerose faide: il suo intento era quello di eliminare tutti quelli che rimasero fedeli al clan Pillera. La guerra tra i Pillera-Cappello da un lato e gli Sciuto-Laudani e Savasta dall'altro causò numerosi episodi di sangue: nel 1989 caddero infatti sotto i colpi di pistola Vincenzo Catalano e Orazio Zappalà, per mano dei Pillera-Cappello. Giovanni Castiglia, paciere del clan, cugino di Giuseppe Salvo e zio di Salvatore Pillera, venne ucciso dalla cosca Laudani, che dopo qualche mese fu responsabile anche del tentato omicidio in cui rimase ferito lo stesso Giuseppe Salvo 'u carruzzeri, boss di maggior calibro della cosca Pillera essendo considerato braccio destro di Turi Pillera "cachiti"; il Salvo venne invitato più volte a cambiare la scelta del Pillera sulla reggenza del clan, ma così non fu. Quest'ultimo affermò la volontà sua e del cugino; accusato dai Laudani-Savasta-Sciuto di assecondare la scelta del Pillera nello schierare come erede naturale del clan il giovane Cappello, essendo figlioccio del Pillera e compare del Salvo. Inerente gli ultimi episodi la risposta dei Pillera-Cappello fu immediata, a distanza di qualche giorno vennero eliminati tre esponenti della cosca Sciuto: i fratelli Giuseppe, Mario e Orazio Buda. Sempre nel 1989 venne ucciso a Milano Santo Castorina detto 'Panizza', fedele di Pippo Tigna. Dopo alcuni mesi, nel 1990, il boss del clan Pillera-Cappello Antonino "Nino" Pace venne freddato in un salone da barba nel quartiere Canalicchio. In risposta a tale episodio il figlio del capostipite dei "mussi di ficurinia" Santo Laudani rimase trucidato per mano del giovane Salvatore Cappello nella famosa macelleria di famiglia dei Laudani nella stessa zona.
Antonino Strano Stellario detto "Nino figghiu pessu" elemento apicale del clan Pillera, fece arrivare all'interno del carcere direttamente a Salvatore Pillera la notizia che Turi Cappello iniziò guerre con altre cosche per futili motivi: tale episodio portò numerosi squilibri, Turi Cachiti si innervosì e avrebbe detto a Cappello "io lascio la pace e tu fai la guerra". Pillera non vedeva di buon occhio i comportamenti di Jimmy miano e Salvatore Cappello ", accusandole di essere persone agguerrite. Turi Cappello non si aspettava questa accusa e così, dopo il suo arresto nel 1992, ci fu una scissione definitiva tra il gruppo Pillera-Cappello. All'interno del carcere erano presenti i tre capimafia: Salvatore Pillera, Giuseppe Salvo 'u carruzzeri e Salvatore Cappello quest'ultimi decisero di mettersi in proprio creando un nuovo clan che però per loro stessa decisione doveva portare il nome del boss Jimmy Miano (soluzione scelta dal Cappello per evitare ulteriori pressioni da parte delle forze dell'ordine), capoclan dei "cursoti milanesi" e amico fidato del Cappello, morto nel 2005. Tale idea non fu accettata da alcuni membri del clan, dato che buona parte degli affiliati volevano per lealtà e per anzianità che il nuovo clan dovesse portare il nome di Giuseppe Salvo 'u carruzzeri (essendo stato questi in passato boss carismatico fondatore del clan Savasta e braccio destro del Pillera) con a capo lo stesso Salvo Giuseppe e Cappello Salvatore. La questione si risolve quando lo stesso Giuseppe Salvo decise che a portare il nome del clan doveva essere Turi Cappello divenuto giovane capomafia. Dentro il carcere avvenne la nascita definitiva del clan Cappello che vide l'unione tra la mafia catanese dei Cappello e la 'Ndrangheta di Franco Coco Trovato: tale unione fu celebrata da quest'ultimo, indicato come uno dei capi più potenti di tutta la 'Ndrangheta calabrese.
Prima ancora della faida contro i gruppi Laudani-Savasta e Sciuto vi fu la faida contro il clan Santapaola, che iniziò quando era ancora in vita Alfio Ferlito, ucciso poi nella cosiddetta Strage della circonvallazione nel 1982 a Palermo. Lo scontro tra i clan Pillera e Santapaola fu il più cruento della storia della mafia catanese, in quanto entrambe le parti persero personaggi di spicco come Salvatore Palermo, tra i Pillera, e Francesco Grillo, tra i Santapaola. La riappacificazione tra Pillera e Santapaola avvenne quando i due si trovarono in carcere. Nonostante la pax mafiosa che Nitto Santapaola stabilì con Turi Pillera; Nitto Santapaola nutriva un forte rancore nei confronti di Turi Cappello, colpevole solamente dal fatto di essersi schierato con Ferlito-Pillera quando il Santapaola lo invitò a fare parte del suo gruppo. Nitto Santapaola destava da sempre preoccupazione sulla presenza di Turi Cappello sul territorio catanese, perché aveva etichetto quest'ultimo come un soggetto pericoloso e carismatico nonostante la sua giovane età. Jimmy Miano (capoclan dei cursoti milanesi e amico fidato del Cappello) cercò di riappacificare i clan tramite il boss Aldo Ercolano, ma nonostante i buoni rapporti tra questi ultimi tale tentativo non andò a buon fine. Solo l'incontro all'interno del carcere tra il braccio destro di Nitto Santapaola, tale Francesco Mangion, detto "Ciuzzu 'u firraru" e Giuseppe Salvo detto 'u carruzzeri (ex braccio destro e cugino di Salvatore Pillera e compare di Salvatore Cappello) ebbe riscontro positivo: ed è stato così che si è stabilita una nuova pace tra le famiglie mafiose più potenti della città.

## Legami con la politica
Il clan catanese vanta di un solo uomo che teneva legami con la politica: Giuseppe Salvo, conosciuto meglio con il soprannome di Pippo 'u carruzzeri. 
Il 18 dicembre 1990 il capomafia venne arrestato insieme all'assessore al traffico Mariano Genovese: dietro di loro il sospetto che stessero mettendo le mani sui servizi di rimozione auto creando una società, la "Catania Soccorso", un business da almeno un miliardo e mezzo di lire l'anno. Tale episodio rimase nella storia essendo il primo reato documentato di mafia e politica in Italia e probabilmente in tutto il mondo. Il Salvo venne anche accusato di appartenere a Cosa Nostra: secondo le indagini svolte dalle forze dell'ordine e ricostruzioni della stampa, avrebbe vantato da sempre buoni rapporti con il referente di Cosa Nostra catanese, Nitto Santapaola. Salvo venne preso di mira dal giudice Felice Lima, il cui intento era quello di mandare in carcere tutti i capi clan catanesi come Giuseppe Salvo. Felice Lima si mise alle calcagne del Salvo in modo da poter indebolire la figura di Turi Cappello, all'epoca latitante, e poterlo acciuffare.

## Cappello e la Camorra
Nel febbraio del 1992 il giovane boss Turi Cappello venne arrestato a Napoli in compagnia di Ignazio Bonaccorsi detto 'u carateddu, personaggio molto noto nell'ambiente criminale. Secondo alcune fonti Cappello era entrato in affari con la camorra di Carmine Alfieri. Il clan Cappello fino ad oggi è molto noto anche nel territorio camorristico.

## Famiglia Salvo o meglio noti come "i carruzzeri" e l'espansione nell'hinterland ennese
Tutto nacque nel 1982/84. Giuseppe Salvo, detto Pippo 'u carruzzeri, rimase vittima di un agguato interno e decise di separarsi dal clan "Savasta" di Antonino Puglisi. Molti affiliati di spicco come Turi Vittorio e Gino Pavone seguirono il Salvo nella scissione con Puglisi. Pippo 'u carruzzeri si allea perciò con il cugino Turi Pillera e stringe i rapporti con l'amico di sempre, il giovanissimo Turi Cappello: nasce così il clan Salvo, confluito nella cosca Pillera che salì alla ribalta delle cronache nel dicembre del 1990, quando il boss venne arrestato insieme all'assessore socialista Mariano Genovese, fatto che sconvolse non solo la giunta comunale ma tutto l'establishment catanese. Dopo l'arresto del boss Pippo Salvo, il clan passò per natura nelle mani dei figli di quest'ultimo. Nel 1996 con il giovanissimo figlio Giovanni Piero, meglio noto come Giampiero, tale clan salì alla ribaltà in quanto deteneva il monopolio di bande che commettevano rapine ai tir, in tale periodo furono arrestate oltre 20 persone. Nell'ottobre 2002 con l'arresto dei due figli Giampiero e Massimiliano (detti "i figghi do carruzzeri"), il clan Salvo (prima inserito nel clan Pillera e successivamente, dopo la scissione di quest'ultimo, nella cosca Cappello) rischiò di essere decapitato. Con la scarcerazione del figlio maggiore Giampiero, il clan andò alla conquista di nuovi territori nella provincia di Enna, come Catenanuova, Centuripe, Regalbuto. Dietro tutto ciò figura il nome di Filippo Passalacqua, collaboratore di giustizia dal marzo 2015, il quale riuscì a legarsi con i Salvo sposando la figlia del boss, Giovanna Maria. Giampiero Salvo e Filippo Passalacqua sono stati entrambi condannati per la cosiddetta «strage di Catenanuova», che avvenne il 15 luglio 2008 quando un commando fece irruzione in un bar nel centro del paese, uccidendo a colpi di kalashnikov e pistola un pregiudicato legato ai Santapaola e ferendo altre cinque persone. Il figlio Massimiliano conosciuto meglio come Massimo 'u carruzzeri una volta fuori dal carcere nel 2011 fino al suo arresto, è stato etichettato dalla procura di Catania come il numero 1 della mafia catanese affermando il ruolo di capo assoluto della cosca, (secondo solo al padre ed a Cappello Salvatore) carismatico con potere decisionale, di lui parlano molte inchieste come operazione Penelope, operazione gaming off line, operazione Gorgoni.

## L'ala militare del clan: Famiglia Bonaccorsi "i carateddi"
All'interno del clan Cappello vive la cosiddetta ala militare. Tutto inizia alla fine degli anni 1988/90 quando il giovane Turi Cappello era reggente del Clan Pillera fece modo di far avvicinare al clan le figure di Ignazio e Concetto Bonaccorsi all'epoca quest'ultimi erano in contrasto interno al clan dei cursoti catanesi. Tale avvicinamento avvenne con il beneplacito dei boss Giuseppe Salvo e Antonino Pace. Ignazio Bonaccorsi personaggio agguerrito ed esponente del clan Pillera-Cappello forte dal legame con Turi Cappello nel momento della scissione interna tra Pillera e Cappello decise di schierarsi con quest'ultimo come gli altri due fratelli: Concetto (divenuto collaboratore di giustizia) e Massimiliano (deceduto). Venne fuori un vero e proprio esercito militare. A capo di quest'ala vi sono due dei tre fratelli rimasti in vita, Ignazio e Concetto Bonaccorsi detti i carateddi. Il terzo Massimiliano nel gennaio 1997 rimase vittima di un agguato nella guerra contro il clan di Santo Mazzei 'u carcagnusu'. All'inizio degli anni 90 i due boss finirono in galera. Ignazio venne arrestato a Napoli in compagnia di Turi Cappello; nel febbraio 1992. Concetto venne acciuffato il giorno del suo matrimonio nel territorio di Valverde a Catania; luglio 1991. La famiglia dei carateddi, falange potente, può vantare la presenza di un centinaio di affiliati. Questo gruppo rischiò di essere decapitato soprattutto dopo l'arresto del nipote; Sebastiano Lo Giudice, detto Iano 'u carateddu. Personaggio senza scrupoli e di elevata caratura criminale Iano 'u carateddu classificato come boss-killer nel periodo di libertà fu capace di far tremare i vertici di altre cosche catanesi, costretti a sottomettersi alle sue spietate regole. Secondo alcune rivelazioni dei più recenti pentiti Iano 'u carateddu con il suo gruppo si impose negli anni di libertà alle altre cosche catanesi. Oltre ciò riuscì a legarsi con la cosca palermitana dei Lo Piccolo.

## L'alleanza con altre cosche
Il clan Cappello vanta legami anche con altri gruppi criminali che sono diventate vere e proprie "filiali" del clan nelle province di Catania e Siracusa: con il clan Cintorino di Calatabiano, Clan Urso-Bottaro-Attanasio di Siracusa, Clan Giuliano di Pachino (SR). Nella città di Catania l'alleanza stipulata varia da molte cosche: Clan Pillera-Puntina, Piacenti-Ceusi, Cursoti Milanesi. Al di fuori della Sicilia invece i Cappello hanno stretto legami con il Clan Mallardo di Giugliano in Campania, con il Clan Alfieri di Saviano e con le 'ndrine Trovato di Marcedusa e Bellocco di Rosarno. Dai primi anni 2000 sono documentati rapporti con la mafia albanese per il traffico di droga.

## Reggenti del clan
| Reggenti/Responsabili del clan dopo l'arresto del capomafia Turi Cappello |
| Reggenti in ordine di scarcerazione o soggetti a piede libero Dal 1993 al 1995 Mario Villani detto 'u rossu, Santo Romano ed Ernesto Sanfilippo Dal 1995 al 1996 Giuseppe Salvatore Lombardo detto 'u ciuraru, Giuseppe Cutaia, Giovanni Piero Salvo 'u carruzzeri (gruppo Salvo G.-Cappello) Dal 1996 al 1999 Giuseppe Cutaia, Agatino Litrico Dal 1999 al 2000 Silvestro Indelicato, Francesco Spampinato, Gaetano la Guzzi, Orazio Pardo Dal 2000 al 2002 Massimiliano Salvatore Salvo detto u figghiu do carruzzeri (gruppo Salvo G.-Cappello), Giovanni Piero Salvo u figghiu do carruzzeri (gruppo Salvo G.-Cappello), Gaetano La Guzzi Dal 2002 al 2005 Angelo Cacisi detto Ramazza Dal 2005 al 2006 Orazio Pardo Dal 2006 al 2009 Giovanni Colombrita, Salvatore Caruso, Giovanni Piero Salvo, Rosario Litteri, Orazio Pardo, Gaetano D'aquino Dal 2006 al 2009 Sebastiano Lo Giudice, Orazio Privitera (gruppo Bonaccorsi-Carateddi) Dal 2009 al 2010 Filippo Passalacqua (gruppo Salvo G.-Cappello), Santo Strano detto facci palemmu Dal 2010 al 2011 Giovanni Catanzaro detto 'u milanisi Dal 2011 al 2013 Massimiliano Salvatore Salvo detto u carruzzeri Dal 2013 al 2017 Massimiliano Salvatore Salvo detto 'u carruzzeri e Giuseppe Salvatore Lombardo detto 'u ciuraru in concomitanza con Giovanni Catanzaro 'u milanisi e Santo Strano detto facci palemmu Dal 2017 al 2020 Giovanni Pantellaro |
| --- |